# Batman Returns (игра, Malibu Interactive)
Batman Returns (яп. バットマンリターンズ Баттоман Рита:ндзу, «Бэтмен возвращается») — компьютерная игра в жанре платформер, повествующая о приключениях супергероя Бэтмена, основанных на одноимённом кинофильме 1992 года «Бэтмен возвращается». Версии, выпущенные Sega для Sega Mega Drive/Genesis и Sega Mega-CD, разрабатывались компанией Malibu Interactive.

## Сюжет
Пингвин создаёт армию радиоуправляемых пингвинов, с помощью которых надеется покорить Готэм. Бэтмен должен добраться до логова Пингвина и помешать ему.

## Игровой процесс
Уровни (улицы и здания Готэма, логово Пингвина) оформлены в виде двухмерной графики. Они представляют собой замкнутые локации, на которых расположены враги и препятствия; в конце большинства уровней находятся боссы.
Игрок, управляя Бэтменом, перемещается по уровням, уничтожает врагов и собирает полезные предметы. Персонаж имеет при себе ограниченный запас «бэтарангов», а также гарпун. «Бэтаранги» используются для борьбы с врагами, а гарпун — для того чтобы добираться до некоторых врагов, недоступных возвышенностей и проникать в окна зданий. Запас «бэтарангов» ограничен, но может быть пополнен в ходе уровня.
После прохождения всех уровней и победы над Пингвином игрока ждёт эпилог, в ходе которого ему предстоит сразиться с Женщиной-кошкой. От исхода в схватке зависит концовка игры. В «хорошей» концовке побеждает Бэтмен, а побежденная Женщина-кошка падает вниз, где её окружают кошки. В «плохой» вниз падает проигравший Бэтмен, которого подбирает бэтмобиль.

### Версия Sega CD
В версии Sega CD, вышедшей позже оригинальной версии, присутствуют стадии езды на бэтмобиле или бэткатере, напоминающие игровой процесс Out Run и использующие расширенные возможности Sega CD. Все музыкальные композиции были переписаны в формате CD. В начале игре игрок может выбирать, какой именно режим игры будет доступен — уровни с гонками, уровни со схватками или их комбинация. Каждый из режимов имеет свою уникальную концовку.

## Оценки
Французское издание Joystick присудило версии игры для Sega Mega Drive/Genesis оценку 89 %